# Lijst van beschermd erfgoed in Montigny-le-Tilleul
Onderstaande tabel geeft een overzicht van de beschermde erfgoederen in de gemeente Montigny-le-Tilleul. Het beschermd erfgoed maakt deel uit van het cultureel erfgoed in België.
| Object            | Bouwjaar/architect | Deelgemeente | Adres | Coördinaten                   | Nummer?                | Afbeelding        |
| ----------------- | ------------------ | ------------ | ----- | ----------------------------- | ---------------------- | ----------------- |
| Kerk Saint-Martin |                    |              |       | 50° 22' 43" NB, 4° 22' 47" OL | 52048-CLT-0001-01 Info | Kerk Saint-Martin |